# 조영태
조영태(曺永台, 1972년~)는 대한민국의 인구학자이다.
고려대학교 사회학과를 졸업하고, 미국 텍사스 대학교 오스틴에서 사회학으로 석사를, 인구학으로 박사학위를 취득하였다. 2004년부터 서울대학교 보건대학원에서 인구학을 공부하며 후학을 양성하고 있다. 한국인구학회, 한국보건사회학회 등 학술단체에서 이사로 활동하고 있고, 2015년에는 4년간의 임기로 아시아인구학회 이사로 선출되었다. 2015년 연구년 기간 동안 베트남 정부 인구 및 가족계획국에 인구정책 전문가로 파견돼 1년간 하노이에 거주하며 베트남이 인구정책 방향을 새롭게 설정하는 작업을 도왔고, 귀국 후에도 인구정책자문으로 활동을 지속하고 있다.

## 저서
- 정해진 미래(2016, 북스톤)
- 정해진 미래 시장의 기회(2018, 북스톤)
- 아이가 사라지는 세상 (공저, 김영사, 2019)
- 인구 미래 공존(2021, 북스톤)